# محوطه چم سورک سفلی ۱
محوطه چم سورک سفلی ۱ مربوط به دوره نوسنگی است و در شهرستان گیلانغرب، بخش مرکزی، دهستان ویژنان، ۲۱۰ متری غرب روستای چم سورک سفلی واقع شده و این اثر در تاریخ ۲۶ اسفند ۱۳۸۷ با شمارهٔ ثبت ۲۵۴۰۷ به‌عنوان یکی از آثار ملی ایران به ثبت رسیده است.